# Țiluikove, Bilokurakîne
Țiluikove (în ucraineană Цілуйкове) este un sat în comuna Neșceretove din raionul Bilokurakîne, regiunea Luhansk, Ucraina.

## Demografie
Componența lingvistică a localității Țiluikove
     Ucraineană (94,03%)
     Rusă (5,97%)
Conform recensământului din 2001, majoritatea populației localității Țiluikove era vorbitoare de ucraineană (94,03%), existând în minoritate și vorbitori de rusă (5,97%).